# Westlock
Westlock är en stad (town) i den kanadensiska provinsen Albertas centrala del, cirka 8,5 mil norr om Edmonton. Man vet inte riktigt när Westlock grundades men Westlock nämndes i skrift av den brittisk-kanadensiska upptäckaren David Thompson, när han var på genomresa i april 1799. Det tog 114 år innan Westlock hamnade på en karta. 1916 blev den ett samhälle (village) och 1947 blev den stad.
Den breder sig ut över 13,57 kvadratkilometer (km2) stor yta och hade en folkmängd på 4 823 personer vid den nationella folkräkningen 2011.